# 체르니솁스카야역
체르니솁스카야역(러시아어: Чернышевская)은 러시아 상트페테르부르크 시에 있는 상트페테르부르크 지하철 키롭스코 비보륵스카야 선의 철도역이다. 이 역은 1958년 9월 1일에 개통되었다.
체르니솁스카야 역은 중앙홀이 짧은 축으로 지하 67m(220ft) 깊이의 필론 구조의 역이다. 역명은 인근 거리인 체르니솁스키 프로스펙트와 함께, 러시아 유물론자 겸 철학자인 작가 니콜라이 체르니솁스키의 이름을 따온 것이다. 이 역은 초기에 상트페테르부르크 지하철 2호선의 일부였다.